# Mateusz Murias
Mateusz Zbigniew Murias (ur. 18 stycznia 2002) – polski lekkoatleta specjalizujący się w wielobojach.
Brązowy medalista w wieloboju lekkoatletycznym na hali (Toruń 2022) i na stadionie (Warszawa 2022), wielokrotny Mistrz Polski Juniorów oraz multimedalista Mistrzostw Polski Juniorów.

## Rekordy Życiowe
- Siedmiobój lekkoatletyczny – 4977 pkt. (2022)
- Dziesięciobój lekkoatletyczny – 6669 pkt. (2022)